# Sylvinit

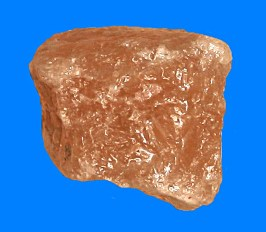
Sylvinit

Sylvinit (auch Sylvinohalit) ist ein Kalisalzgestein, das vorwiegend aus dem Mineral Sylvin (KCl) mit geringeren Mengen an Halit (NaCl) besteht.

## Etymologie
Sylvinit wurde nach dem Arzt Franciscus Sylvius benannt.

## Eigenschaften
Sylvinit ist stark hygroskopisch, hat häufig eine rote Färbung und tritt meist zusammen mit Kieserit, Anhydrit und Steinsalz auf.
Zu den Bildungsbedingungen und Fundorten siehe Sylvin#Bildung und Fundorte.